# La Digne-d’Aval
La Digne-d’Aval település Franciaországban, Aude megyében. Lakosainak száma 526 fő (2022. január 1.). La Digne-d’Aval La Digne-d’Amont, Limoux, Magrie, Malras és Tourreilles községekkel határos.

## Népesség
A település népessége az elmúlt években az alábbi módon változott:
| Lakosok száma | 164  | 307  | 422  | 559  | 538  | 546  | 536  | 530  | 527  | 526  |
|               | 1968 | 1982 | 1990 | 2006 | 2013 | 2015 | 2017 | 2019 | 2020 | 2022 |